# Бережесть
Береже́сть — село в Україні, в Овруцькій міській територіальній громаді Коростенського району Житомирської області. Кількість населення становить 239 осіб (2001).

## Населення
Відповідно до результатів перепису населення СРСР, кількість населення, станом на 12 січня 1989 року, становила 280 осіб. Станом на 5 грудня 2001 року, відповідно до перепису населення України, кількість мешканців села становила 239 осіб.

### Мова
Розподіл населення за рідною мовою за даними перепису 2001 року:
| Мова       | Відсоток |
| ---------- | -------- |
| українська | 96,65 %  |
| російська  | 2,09 %   |
| молдовська | 1,26 %   |

## Історія
Станом на 17 грудня 1926 року перебувало на обліку, як залізнична станція, в Руднє-Мечненській сільській раді Овруцького району Коростенської округи. Від 7 червня 1946 року — село Руднянської сільської ради Овруцького району Житомирської області; в довіднику адміністративно-територіального поділу Української РСР 1946 року пропущене. Офіційно взяте на облік 27 лютого 1961 року, відповідно до рішення Житомирського облвиконкому «Про проведення змін в адміністративно-територіальному поділі районів області».
23 липня 1991 року, відповідно до постанови Кабінету Міністрів Української РСР № 106 «Про організацію виконання постанов Верховної Ради Української РСР…», село віднесене до зони гарантованого добровільного відселення (третя зона) внаслідок аварії на Чорнобильській АЕС.
У 2020 році, відповідно до розпорядження Кабінету Міністрів України № 711-р від 12 червня 2020 року «Про визначення адміністративних центрів та затвердження територій територіальних громад Житомирської області», територію та населені пункти Руднянської сільської ради включено до складу Овруцької міської територіальної громади Коростенського району Житомирської області.